# Uwe Bork
Uwe Bork (* 14. Juli 1951 in Verden (Aller)) ist ein deutscher Journalist und Sachbuchautor.
Bork studierte an der Universität Göttingen Sozialwissenschaften. Nach dem Studium arbeitete er zunächst als freier Journalist für verschiedene Zeitungen, Zeitschriften und ARD-Anstalten. Seit 1998 ist er Leiter der Fernsehredaktion "Religion, Kirche und Gesellschaft" des Südwestrundfunks in Stuttgart. Für seine Arbeiten wurde er 1992 mit dem Caritas-Journalistenpreis Baden-Württemberg sowie 1996 und 1997 mit dem Deutschen Journalistenpreis Entwicklungspolitik ausgezeichnet. Bork hat auch mehrere Bücher veröffentlicht. Er ist römisch-katholisch, verheiratet und Vater von zwei Kindern.

## Veröffentlichungen
- Wie begrüße ich korrekt den Freund meiner Tochter am Frühstückstisch? Tipps für den ganz normalen Familienwahnsinn. Kreuz-Verlag, Stuttgart 2002.
- Paradies und Himmel. Eine Reise an die Schwellen des Jenseits. Kreuz-Verlag, Stuttgart 2004.
- Muss denn Liebe Sünde sein? Liebe, Lust und Leidenschaft in den großen Weltreligionen. Gütersloher Verlagshaus, Gütersloh 2005.
- Endlich Platz im Nest. Wenn Eltern flügge werden. Kreuz-Verlag, Freiburg 2011.
- Die Christen. Expedition zu einem unbekannten Volk. Kreuz-Verlag, Freiburg i. Br. 2012.